# Quatuor avec orgue
Un quatuor avec orgue est un ensemble réunissant quatre instruments;
à l'instar du quatuor avec piano, il s'agit généralement de trois instruments à cordes et, forcément, d'un orgue.
En jazz, un quatuor avec orgue réunit souvent, outre l'orgue, un instrument mélodique (clarinette, trompette, vibraphone, etc.), un instrument de percussion et une contrebasse. Mais dans le cas de la musique de jazz, on emploiera plus volontiers le terme de « quartet avec orgue ».
Un célèbre quatuor avec orgue est celui fondé par Jean-Christian Michel, avec clarinette, grandes orgues, percussions et contrebasse. Le batteur de jazz Kenny Clarke en a fait partie durant plusieurs années.